# 杨伟涛
杨伟涛，中华人民共和国教育部长江学者讲座教授，杜克大学教授，北京大学特聘教授，华南师范大学特聘教授，主要从事理论化学的电子结构理论的计算方法等方面的研究工作。